# Liste der chinesischen Botschafter in Antigua und Barbuda
Der Chinesische Botschafter in Antigua und Barbuda ist der ranghöchste diplomatische Vertreter der Regierung der Volksrepublik China in Antigua und Barbuda.
Die chinesische Botschaft befindet sich in Saint John’s.
| Ernennung/Akkreditierung | Botschafter     | Hochchinesisch | Bemerkungen | Regierung von China | Prime Minister of Antigua and Barbuda | Posten verlassen |
| ------------------------ | --------------- | -------------- | --- | ------------------- | ------------------------------------- | ---------------- |
| Jan. 1983                | Wang Tao        | 汪滔 (外交官)  | gleichzeitig in Bridgetown akkreditiert (Barbados) vorher war er Gesandtschaftsrat in Hanoi | Zhao Ziyang         | Vere Cornwall Bird                    | Apr. 1984        |
| Sep. 1984                | Li Jie          | 李颉           | gleichzeitig in Bridgetown akkreditiert (Barbados). Vor September 1984 war er Geschäftsträger in Nairobi | Zhao Ziyang         | Vere Cornwall Bird                    | Mai 1986         |
| Sep. 1986                | Gu Zhifang      | 顾志方         | gleichzeitig in Bridgetown akkreditiert (Barbados) | Zhao Ziyang         | Vere Cornwall Bird                    | Mai 1987         |
| Sep. 1987                | Luzong Qing     | 陆宗卿         | gleichzeitig in Bridgetown akkreditiert (Barbados) | Li Peng             | Vere Cornwall Bird                    | Apr. 1990        |
| Sep. 1990                | Zhou Wenzhong   | 周文重         | gleichzeitig in Bridgetown akkreditiert (Barbados) - bis 1987 war er erster Sekretär in Suva (Fidschi). - Von 1987 bis 1990 war er stellvertretender Konsul in San Francisco. - Von 1990 bis 1993 außerordentlicher und bevollmächtigter Botschafter der Volksrepublik China nach Barbados und nach Antigua und Barbuda | Li Peng             | Vere Cornwall Bird                    | Okt. 1992        |
| Nov. 1992                | Jiang Chengzong | 江承宗         | gleichzeitig in Bridgetown akkreditiert (Barbados) | Li Peng             | Vere Cornwall Bird                    | Nov. 1996        |
| Jan. 1997                | Zhan Daode      | 詹道德         | gleichzeitig in Bridgetown akkreditiert (Barbados) - (* Juli 1938 in Bangkok) - 1963 Eintritt in den auswärtigen Dienst und Studium der Anglistik an der Xiamen-Universität. - Übersetzer in der Abteilung Afrika, in Kampala, (Uganda), Lusaka (Sambia). - Von Juli 1993 bis November 1996 war er Botschafter in Vanuatu. - Von 1997 bis 1998 war er Botschafter in Bridgetown. - Von Mai 2007 bis Mai 2010 vertrat er China im UN-Ausschuss für wirtschaftliche, soziale und kulturelle Rechte. | Li Peng             | Lester Bird                           | Jan. 1999        |
| März 1999                | Yang Younong    | 吴正龙         | | Zhu Rongji          | Lester Bird                           | März 2000        |
| Apr. 2000                | Yang Shixiang   | 杨世祥         | 1991 war er Gesandtschaftsrat dritter Klasse in Kingston, Jamaica | Zhu Rongji          | Lester Bird                           | Aug. 2004        |
| 14. Okt. 2004            | Ren Xiaoping    | 任小萍         | (* 1949 in der Provinz Sichuan) englischsprachige Diplomatin. War Vizepräsidentin des Chinesischen Außenministeriums. leitet das Übersetzungsbüro, wurde in Canberra beschäftigt. War Botschafterin in Namibia. Zeichnet für Publikationen in englischer Sprache verantwortlich. | Wen Jiabao          | Baldwin Spencer                       | Okt. 2007        |
| Okt. 2007                | Chen Ligang     | 陈立钢         | Von März 2010 bis September 2011 war er Generalkonsul in Toronto. | Wen Jiabao          | Baldwin Spencer                       | Juli 2010        |
| Aug. 2010                | Liu Hanmingg    | 刘汉明         | | Wen Jiabao          | Baldwin Spencer                       | März 2013        |
| Apr. 2013                | Ren Xiaoping    | 任小萍         | | Li Keqiang          | Baldwin Spencer                       | Juni 2016        |
| Juni 2016                | Wang Xianmin    | 王宪民         | | Li Keqiang          | Gaston Browne                         |                  |